# Лось
Лось (Alces) — рід ссавців, найбільший представник родини оленевих (Cervidae).
Сучасних лосів ділять на два види — лось звичайний і лось американський (іноді другий не виокремлюють). Перший трапляється в Україні, де його чисельність різко скоротилася, тому 9 листопада 2017 лося внесли до Червоної книги країни рішенням Національної комісії з питань Червоної книги України після відповідної пропозиції у травні 2017 року.

## Зовнішній вигляд
Довжина тіла самця до 3 м, висота в загривку до 2,3 м, довжина хвоста 12—13 см; маса 360—600 кг, самки дрібніші за самців. За зовнішнім виглядом лось помітно відрізняється від інших оленів. Тулуб і шия у нього короткі, загривок високий, у вигляді горба. Ноги сильно витягнуті, тому, щоб напитися, лось вимушений заходити глибоко у воду або ставати на коліна передніх ніг. Голова велика, горбоноса, з нависаючою м'ясистою верхньою губою. Під горлом м'який шкірястий виріст (т. зв. «сережка»), що досягає 25—40 см. Шерсть груба, буро-чорна; ноги світло-сірі, майже білі. Зустрічаються також особини з цілком білим кольором хутра, при чому вони не є альбіносами. У дикій природі нараховується не більше 100 білих лосів.
У самців є величезні (найбільші у сучасних ссавців) роги, нерідко лопатоподібні за формою (особливо виразна лопатоподібна форма у якутських і американських лосів); їхній розмах досягає 180 см, маса — 20—30 кг. Роги лось скидає щорічно в листопаді — грудні і ходить без них до квітня — травня. Самки безрогі. Роги лося є відомим мисливським трофеєм, який є об'єктом мисливського колекціонування і які виставляють на конкурси мисливських трофеїв.

## Розповсюдження
Лось поширений в лісовій зоні Північної півкулі, рідше в лісостепу і на околицях степової зони. У Європі зустрічається в Польщі, Угорщині, Чехії, Білорусі, на півночі України, в Скандинавії і Центральній Росії; у Азії — від Північної Монголії і Північно-східного Китаю до північної частини сибірської тайги. У Північній Америці водиться на Алясці, в Канаді і на північному сході США, доходячи до штату Колорадо.
Всього на Землі — близько півтора мільйони. Приблизно половина загальної популяції лосів живе у Росії, приблизно 730 тисяч особин.

## Систематика
За найдетальнішими класифікаціями, на сьогодні відомо два сучасні і принаймні три вимерлі види роду Alces.

### Види (підвиди) сучасних лосів
Довгий час лосів розглядали як монотиповий рід, проте з 1999 року після досліджень Г. Боєскорова (1999) рід визнано складеним із двох видів, які розрізняються за розмірами, формою рогів, числом хромосом. З того часу 6-7 підвидів, які раніше поділяли на дві великі географічні групи, розглядають як окремі види (Види ссавців світу, 2005):
- Лось звичайний (Alses alces)
- Лось американський (Alces americanus).

Межа між цими видами проходить приблизно по Сибіру, основною межею розглядається річка Єнісей. Американські лосі — дуже мінливі за розмірами, найкрупніші з них з найбільш могутніми рогами відносяться до аляскинського підвиду A. а. gigas і до східно-сибірського A. а. pfizenmayeri; найдрібніший лось з подібними до оленевих рогами — до уссурійського підвиду А. а. cameloides.
Точка зору на наявність двох видів лося не є однозначною. Молекулярні дані дозволяють припустити безперервний характер мінливості генетичних ознак лосів, навіть попри морфологічні і хромосомні відмінності між географічними популяціями. Такі дані викладено у статті «Генетика, еволюція і філогеографія лося» (Hundertmark, Bowyer, 2004). Палеонтологічні дані свідчать про давній час розходження американського і звичайного лосів: «В
позднем неоплейстоцене имела место дивергенция рода Alces на A. americanus (север Северной Америки и северная Евразия к востоку от Енисея) и A. alces (остальная часть северной Евразии).» .

### Вимерлі види лосів
Відомий також викопний вид лося: «попередником А. alces вважають широколобого лося (А. latifrons), який був поширений у Євразії і на північному заході Північної Америки до часу свого вимирання у Берингії в кінці плейстоцену (Guthrie 1995)» (цит. за: ).
Є також згадки вимерлих видів «Alces gallicus» (пліоцен, інколи як «Cervalces (Libralces) gallicus») [Архівовано 24 вересня 2015 у Wayback Machine.] та «Alces carnutorum» . Останнім часом Cervalces визнається як рід з трьома підродами, в тому числі подрід С. (Latifrons) з новим видом C. (L.) amplicontus .

### Узагальнена класифікація сучасних і викопних лосів
Сучасна класифікація лосів (триба лосиних — Alcini) згідно з останнім дисертаційним дослідженням (канд. дис.: Никольский, 2010) виглядає так : Триба Alcini Simpson, 1945 (два роди)
- Рід Cervalces Scott, 1885 — «оленелось»

- - Підрід Cervalces (Libralces) Azzaroli, 1983
    - Cervalces (Libralces) minor (Azzaroli, 1952) — перша пол. пізнього пліоцену Європи і Сер. Азії
    - Cervalces (Libralces) gallicus (Azzaroli, 1952) — друга пол. пізнього пліоцену Європи
    - Cervalces (Libralces) sp. — перша пол. еоплейстоцену Сх. Європи і Зах. Сибіру
    - Cervalces (Libralces) carnutorum (Laugel, 1862) — друга пол. еоплейстоцену Європи

- - Підрід Latifrons subgen. nov.
    - Cervalces (Latifrons) amplicontus species nova — кінець еоплейстоцену Європи і Берингії
    - Cervalces (Latifrons) aff. amplicontus — межа еоплейстоцену і неоплейстоцену Сх. Сибіру
    - Cervalces (Latifrons) alaskensis Frick, 1937 — перша пол. раннього неоплейстоцену Пн. Євразії і півночі Пн. Америки
    - Cervalces (Latifrons) latifrons (Johnson, 1874) — кінець раннього неоплейстоцену Пн. Євразії і Берингії
    - Cervalces (Latifrons) sp. — перша пол. середнього неоплейстоцену Берингії

- - Підрід Cervalces Azzaroli, 1983
    - Cervalces (Cervalces) scotti (Lydekker, 1898) — кінець неоплейстоцену — поч. голоцену центральних районів Пн. Америки

- - Рід Alces Gray, 1821 — лось
    - Alces sp. — поч. неоплейстоцену Євразії
    - Alces americanus (Clinton, 1822) — пізній неоплейстоцен Євразії і Берингійська Півн. Америки, голоцен — донині Півн. Америки, Східного Сибіру, Далекого Сходу і Західного Сибіри на схід до Єнисею
    - Alces alces (Linnaeus, 1758) — кінець неоплейстоцену — голоцен Європи і Зах. Сибіру на зах. від Єнісею.

## Спосіб життя і харчування

### Місця перебування, переміщення
Лосі населяють різні ліси, чагарники вербняків по берегах степових річок і озер, в лісотундрі тримаються по березняках і осичняках. У степу і тундрі влітку зустрічаються і далеко від лісу, іноді на сотні кілометрів. Велике значення для лосів має наявність боліт, тихих річок і озер, де влітку вони годуються водною рослинністю і рятуються від спеки. Взимку для лося необхідні змішані і хвойні ліси з густим підліском. У тій частині ареалу, де висота сніжного покриву не більше 30—50 см, лосі живуть осіло; там, де вона досягає 70 см, на зиму здійснюють переходи в менш сніжні райони. Перехід до місць зимівель йде поступово і продовжується з жовтня по грудень-січень. Першими йдуть самки з лосенятами, останніми, — дорослі самці і самки без лосенят. У день лосі проходять по 10—15 км. Зворотні, весняні переходи відбуваються під час танення снігів і в зворотному порядку: першими йдуть дорослі самці, останніми — самки з лосенятами.
У лосів немає певних періодів харчування і відпочинку. Літня спека і гнус роблять їх нічними тваринами, день заганяє їх на гольці і поляни, де дме вітер, в озера і болота, де можна сховатися по шию у воду, або в густі хвойні молодняки, які дещо захищають від комах. Взимку лосі харчуються вдень, а вночі майже весь час залишаються на лежанні. У великі морози тварини лягають в пухкий сніг так, що над ним стирчать тільки голова і загривок, що скорочує тепловіддачу. Взимку лось сильно толочить сніг на ділянці, званій у мисливців лосиним «стійбищем», стойбом. Розташування стойб залежить від кормових місць. У Середній Росії — це в основному молоді сосняки, в Сибіру — чагарники вербняків або чагарникових беріз по берегах річок, на Далекому Сході — хвойне рідколісся з підліском з листяних порід дерев. Одними стойбом можуть користуватися кілька лосів одночасно; в приокських соснових борах у 1950-х роках взимку на деяких ділянках збиралося до 100 і більше лосів на 1000 га.

### Живлення лосів
Лосі харчуються деревинно-чагарниковою і трав'янистою рослинністю, а також мохами, лишайниками і грибами. Влітку вони поїдають листя, дістаючи його завдяки своєму зросту зі значної висоти; годуються водними і біляводними рослинами (бобівник, калюжниця, латаття, хвощі), а також високими травами на згарах і лісосіках — знітом, щавлем. В кінці літа відшукують шапинкові гриби, гілочки чорниці і брусниці з ягодами. З вересня починають скушувати пагони і гілки дерев та чагарників і до листопада майже повністю переходять на гілковий корм. До основних зимових кормів лосів належать верба, сосна (у Північній Америці — ялиця), осика, горобина, береза, малина, жостір; у відлигу вони гризуть кору. За добу дорослий лось з'їдає: влітку близько 35 кг корму, а взимку — 12—15 кг; за рік — близько 7 т. При великій чисельності лосі ушкоджують лісові розплідники і посадки. Майже всюди лосі відвідують солонці; взимку злизують сіль навіть з шосейних доріг.
Лосі швидкі, до 56 км/год, бігають; добре плавають. Розшукуючи водні рослини, можуть тримати голову під водою більше хвилини. Від хижаків обороняються ударами передніх ніг (ратиці загострені). З органів чуття у лося краще всього розвинені слух і нюх; зір слабкий — людини, що нерухомо стоїть, він не бачить на відстані кількох десятків метрів.

## Значення для людини
Лось дуже рідко першим нападає на людину. Звичайний напад відбувається при дратівливих чинниках або наближенні до лосят. У багатьох країнах, де чисельність лосів велика, існує чимало проблем з перетинанням транспортних шляхів з міграційними шляхами та індивідуальними ділянками лосів. Лось може пошкодити будь-який автомобіль у разі порушення його прав.
Лосі є важливими об'єктами сучасного мисливського господарства. Величезне значення мають не тільки як здобич, але й трофеї: роги лосів цінуються колекціонерами. Роги американських лосів (у тому числі з Якутії) славляться величезними розмірами і лопатоподібною формою.
Наразі стан популяції лося в Україні викликає занепокоєння. Лося внесено до Червоної книги України, полювання заборонено.

### Розмноження
Самці і самотні самиці живуть поодинці або невеликими групами по 3-4 тварини. Влітку і взимку дорослі самиці ходять з лосенятами, утворюючи групи з 3-4 голів, іноді до них приєднуються самці і самотні самиці, утворюючи стадо в 5-8 голів. Навесні ці стада розпадаються.
Гін у лося відбувається в той же сезон, що у оленя, — у вересні-жовтні і супроводжується характерним глухим ревом самців («стогоном»). Під час гону самці і самиці збуджені та агресивні, можуть напасти навіть на людину. Самці влаштовують поєдинки, іноді до смерті. На відміну від більшості оленів, лось — умовний моногам, рідко злучається більш ніж з однією самицею.
Вагітність у лосиці триває 225—240 днів, отелення розтягнуте з квітня по червень. У посліді зазвичай одне лосеня; старі самки можуть народжувати двійні. Забарвлення новонародженого світло-руде, без білих плям, характерних для оленів. Лосенята можуть підводитись за кілька хвилин після народження, за 3 дні вільно пересуваються. Молочне годування триває 3,5-4 місяці.
Статевозрілими лосі стають в 2 роки. Після 12 років лось починає старіти; в природі лосів старше 10 років не більше 3 %. У неволі доживають до 20-22 років.